# 223 (număr)
223 (două sute douăzeci și trei) este numărul natural care urmează după 222 și precede pe 224 într-un șir crescător de numere naturale.

## În matematică
223:
- Este un număr impar.
- Este un număr deficient.[1][2]
- Este un număr prim.[3][4]
- Este un număr prim aditiv.[5][6]
- Este un număr prim bun.[7][8]
- Este un număr Carol[9][10] și un prim Carol.[9][11]
- Este un număr prim cubic generalizat.[12]
- Este un număr prim Euler[13][14]
- Este un număr prim izolat.[15][16]
- Este un număr prim lung.[17][18]
- Este un număr prim plat.[19][20]
- Este un număr prim subțire.[21][22]
- Este un număr prim Solinas.[23][24]
- Este un număr prim tare.[25][26]
- Este un număr prim trunchiabil la stânga.[27][28]
- Este cel mai mic număr prim pentru care cele două cele mai apropiate numere prime de ambele părți ale acestuia sunt la distanța de 16 unități.[29] (insulă de prime)
- Dintre cele 720 permutări ale numerelor de la 1 la 6, exact 223 dintre ele au proprietatea că cel puțin unul dintre numere rămâne pe loc și numerele mai mici decât acesta și mai mari decât acesta sunt permutate separat între ele.[30]
- În legătură cu problema Waring, 223 necesită numărul maxim de termeni (37 de termeni) atunci când este exprimat ca o sumă de puteri pozitive și este singurul număr care necesită atât de mulți termeni.[31]

## În știință

### În astronomie
- Obiectul NGC 223 din New General Catalogue este o galaxie spirală cu o magnitudine 13,4 în constelația Balena.
- 223 Rosa este un asteroid din centura principală.
- 223P/Skiff este o cometă periodică din sistemul nostru solar.

## În alte domenii
223 se poate referi la:
- .223, un calibru similar cu cel de 5,56 mm.